# Teoria semiótica da complexidade
Teoria semiótica da complexidade é uma teoria científica de âmbito ontológico que estuda a aplicação dos conceitos semióticos na análise dos sinais obtidos no domínio das ciências exatas, em particular na astrofísica.

## Tópicos abordados
- Ciência - O significado da astronomia como ciência observacional; função de autocorrelação e gramática; caos e semiótica; quantificação de organização em sistemas naturais; e sistemas psicossociais.
- Teoria do conhecimento - Produção de autonomia em sistemas psicossociais; educação científica; e arte e ciência como formas de conhecimento.
- Arte - Ciência, arte e o conceito de Umwelt; intersemiose e arte; caos e ordem nas artes contemporâneas; e Rudolf Laban e as modernas ideias científicas sobre a complexidade.